# Koppe baerti
Koppe baerti es una especie de arañas araneomorfas de la familia Liocranidae.

## Distribución geográfica
Es endémica del norte de Célebes (Indonesia).